# Crambionella stuhlmanni
Crambionella stuhlmanni is een schijfkwal uit de familie Catostylidae. De kwal komt uit het geslacht Crambionella. Crambionella stuhlmanni werd in 1896 voor het eerst wetenschappelijk beschreven door Chun. 
- Perissinotto, R., Taylor, R.H., Carrasco, N.K. & Fox, C. 2013. Observations on the bloom-forming jellyfish Crambionella stuhlmanni (Chun, 1896) in the St Lucia Estuary, South Africa. African Invertebrates 54 (1): 161–170.